# Tanacetum khorassanicum
Tanacetum khorassanicum là một loài thực vật có hoa trong họ Cúc. Loài này được (Krasch.) Parsa miêu tả khoa học đầu tiên năm 1949.